# Cikloheptan
Cikloheptan je cikloalkan sa molekulskom formulom 714. Cikloheptan se koristi kao nepolarni rastvarač u hemijskoj industriji, i kao intermedijar u proizvodnji hemikalija i lekova. On se može pripremiti Klemensenovom redukcijom iz cikloheptanona. Cikloheptanska para nadražuju oči i može da izazove respiratornu depresiju ako se udiše u velikim količinama.